# Покассы
Покассы — село в Зубово-Полянском районе Мордовии России. Входит в состав Тарханско-Потьминского сельского поселения.
С 1861 по 1923 год деревня входила в состав Зарубкинской волости 2-го стана Спасского уезда Тамбовской губернии. С 1923 по 1928 — Пензенской губернии. С 1928 по настоящее время — в Тараханско-Потьминский сельсовет Зубово-полянского района республики Мордовия.

## Топоним
Этимология названия села неясна до сих пор, хотя некоторые трактуют название как покосы, другие по словарю Даля объясняют название от слов «спуск», «подъем», «горный склон». Да и само расположение села говорит нам об этом:его не сразу видно, потому что оно находится в глубоком овраге.

## История
Мордовское население села крещено в 1742 году. 
В «Списке населённых мест Тамбовской губернии за 1866» Покассы казенная деревня из 78 дворов Спасского уезда.
В 1878 году началась строительство первой деревянной церкви в честь Рождества Христова, спустя 2 года её строительство закончилось.
В 1885 году закончилось строительство зимнего храма, церковь освятили в честь Николая Мирликийского. 
В 1893 году открыта в селе смешанная церковно-приходская школа.
В 1914 году село насчитывало мужского пола 617 человек, женщин- 603, всего 1020 жителей. В то время основным занятием населения испокон веков было валяльное ремесло, то есть изготовление валенок.
В 1946 году переименована в деревню Покассы.

## Население
| 2002 | 2010 |
| ---- | ---- |
| 157  | ↘112 |

Национальный состав
Согласно результатам Всероссийской переписи населения 2002 года, в национальной структуре населения мордва-мокша составляли 92 %.